# Nazionale maschile di calcio della Cecoslovacchia
La nazionale di calcio della Cecoslovacchia (Československá fotbalová reprezentace in ceco, Česko-slovenské národné futbalové mužstvo in slovacco, tschechoslowakische Fußballnationalmannschaft in tedesco e csehszlovák labdarúgó-válogatott in ungherese) è stata la rappresentativa di calcio della Cecoslovacchia.
Vinse il campionato europeo del 1976 e disputò due finali del campionato del mondo (nel 1934 e nel 1962). La nazionale olimpica cecoslovacca si è aggiudicata un oro (1980) e un argento (1964). Vinse anche l'ultima edizione (1955-1960) della Coppa Internazionale.
Prima di sciogliersi occupava il 19º posto del ranking FIFA (23 dicembre 1993).

## Storia
Il debutto calcistico della nazionale cecoslovacca iniziò con un perentorio 7-0 contro la Jugoslavia il 28 agosto 1920 ad Anversa (Belgio). Cinque anni dopo i cecoslovacchi rifileranno agli slavi nuovamente 7 gol, proiettandosi così tra le grandi del calcio internazionale. In effetti nella sua storia la Cecoslovacchia è stata una delle più grandi Nazionali del novecento tanto che durante gli anni venti, i calciatori della nazionale erano definiti i «maestri cecoslovacchi».
Per due volte giunse in finale dei Mondiali di calcio, sconfitta in entrambi i casi: nel primo dall'Italia nell'edizione 1934 (superata dagli azzurri 1-2 ai supplementari, nonostante l'iniziale vantaggio cecoslovacco siglato da Antonín Puč), nel secondo dal Brasile a Cile 1962 (sconfitta 1-3, e pure in questo caso era andata in vantaggio con Josef Masopust). In altre due edizioni iridate i cecoslovacchi uscirono a testa alta: nel 1938 cedettero ai quarti di finale solo dopo due incontri al Brasile del grande Leônidas, mentre nel 1990 si arresero sempre ai quarti alla Germania Ovest futura campione del mondo.

La Cecoslovacchia terza classificata al

Agli Europei la Cecoslovacchia ha colto due terzi posti (1960 e 1980), ma soprattutto ha trionfato nell'edizione 1976. Alla fase finale in Jugoslavia, la Cecoslovacchia schierò una tra le più forti nazionali di sempre, in cui brillavano campioni del calibro di Anton Ondruš, Zdeněk Nehoda, František Veselý, Antonín Panenka e Ivo Viktor. Il team cecoslovacco giunse in finale contro la Germania, in una delle partite più spettacolari della storia dell'Europeo. Avanti di 2 gol dopo 25', i cecoslovacchi furono rimontati dai tedeschi, rischiando più volte di subire il 3-2, ma mantenendo i nervi saldi e portando la contesa ai rigori: qui Viktor parò la quarta conclusione tedesca di Uli Hoeneß, lasciando quindi tutto sui piedi di Panenka, che beffò Sepp Maier con un tiro a cucchiaio.
Lo Stato della Cecoslovacchia si scisse nella Repubblica Ceca e nella Slovacchia il 1º gennaio 1993. La nazionale cecoslovacca rimase provvisoriamente "in vita" come rappresentativa unita delle due nuove nazioni, al fine di concludere le qualificazioni (fallite) al Mondiale di USA 1994, poi nacquero le federazioni ceca e slovacca.

Tomáš Skuhravý (a sinistra) in azione al, contrastato dagli italiani Maldini e Berti.

Il titolo sportivo della nazionale cecoslovacca è oggetto di discordanze fra le confederazioni internazionali: se la UEFA ne attribuisce l'eredità esclusivamente alla Rep. Ceca, la FIFA lo divide a pari merito fra le due nazioni eredi. Si deve notare comunque che se da una parte la posizione della UEFA ha un riflesso estremamente concreto, assegnando ai cechi gli effetti della vittoria del titolo continentale del 1976, quella della FIFA rimane un'affermazione di pura teoria, non avendo la Cecoslovacchia mai vinto il titolo mondiale.

## Confronti con le altre nazionali
Questi sono i saldi dalla Cecoslovacchia nei confronti delle nazionali con cui sono stati disputati almeno 10 incontri. (Fonte:FIFA.com)

### Saldo positivo
| Nazionale  | Giocate | Vinte | Pareggiate | Perse | Reti fatte | Reti subite | Differenza reti | Ultima vittoria   | Ultimo pareggio  | Ultima sconfitta |
| ---------- | ------- | ----- | ---------- | ----- | ---------- | ----------- | --------------- | ----------------- | ---------------- | ---------------- |
| Austria    | 36      | 17    | 11         | 8     | 69         | 53          | +16             | 15 giugno 1990    | 19 agosto 1992   | 28 aprile 1982   |
| Jugoslavia | 29      | 17    | 4          | 8     | 86         | 48          | +38             | 27 aprile 1968    | 6 settembre 1935 | 19 ottobre 1966  |
| Romania    | 27      | 16    | 7          | 4     | 61         | 29          | +32             | 2 giugno 1993     | 14 novembre 1992 | 14 novembre 1971 |
| Svizzera   | 26      | 14    | 6          | 6     | 58         | 36          | +22             | 25 ottobre 1989   | 21 agosto 1991   | 27 marzo 1985    |
| Francia    | 20      | 9     | 4          | 7     | 34         | 29          | +5              | 4 aprile 1979     | 24 agosto 1988   | 4 settembre 1991 |
| Polonia    | 17      | 10    | 4          | 3     | 43         | 23          | +20             | 27 marzo 1991     | 13 novembre 1974 | 27 maggio 1992   |
| Svezia     | 16      | 9     | 4          | 3     | 36         | 21          | +15             | 16 ottobre 1985   | 6 ottobre 1982   | 5 giugno 1985    |
| Danimarca  | 14      | 9     | 5          | 0     | 31         | 8           | +23             | 1º giugno 1988    | 3 giugno 1987    | -                |
| Galles     | 12      | 6     | 3          | 3     | 15         | 10          | +10             | 11 novembre 1987  | 8 settembre 1993 | 19 novembre 1980 |
| Irlanda    | 12      | 7     | 1          | 5     | 29         | 14          | +15             | 26 settembre 1979 | 18 maggio 1938   | 27 maggio 1987   |
| Spagna     | 12      | 7     | 1          | 4     | 15         | 11          | +4              | 14 novembre 1990  | 16 aprile 1980   | 13 novembre 1991 |
| Turchia    | 10      | 7     | 2          | 1     | 24         | 5           | +19             | 15 aprile 1981    | 15 novembre 1967 | 18 dicembre 1958 |

### Saldo negativo
| Nazionale        | Giocate | Vinte | Pareggiate | Perse | Reti fatte | Reti subite | Differenza reti | Ultima vittoria  | Ultimo pareggio   | Ultima sconfitta  |
| ---------------- | ------- | ----- | ---------- | ----- | ---------- | ----------- | --------------- | ---------------- | ----------------- | ----------------- |
| Ungheria         | 42      | 9     | 12         | 21    | 71         | 101         | -30             | 3 dicembre 1979  | 9 novembre 1977   | 12 settembre 1979 |
| Italia           | 26      | 8     | 9          | 9     | 38         | 39          | -1              | 16 novembre 1983 | 7 aprile 1984     | 19 giugno 1990    |
| Germania         | 17      | 3     | 4          | 10    | 28         | 40          | -12             | 29 aprile 1964   | 22 aprile 1992    | 1º luglio 1990    |
| Brasile          | 16      | 2     | 5          | 9     | 14         | 27          | -13             | 23 giugno 1968   | 3 marzo 1982      | 18 dicembre 1991  |
| Bulgaria         | 13      | 4     | 3          | 6     | 14         | 15          | -1              | 13 aprile 1974   | 23 aprile 1978    | 23 marzo 1988     |
| Germania Est     | 13      | 5     | 2          | 6     | 19         | 17          | +2              | 23 aprile 1986   | 25 settembre 1971 | 13 maggio 1987    |
| Inghilterra      | 13      | 2     | 3          | 7     | 15         | 25          | -10             | 30 ottobre 1975  | 25 marzo 1992     | 25 aprile 1990    |
| Unione Sovietica | 12      | 2     | 4          | 6     | 12         | 21          | -9              | 24 aprile 1976   | 27 aprile 1988    | 28 ottobre 1981   |

Nota: la partita finita a i calci di rigore è considerata pareggio.

## Partecipazioni ai tornei internazionali
Legenda: Grassetto: Risultato migliore, Corsivo: Mancate partecipazioni

## Statistiche dettagliate sui tornei internazionali

### Mondiali
| Anno | Luogo          | Piazzamento      | V | N | P | Gol  |
| ---- | -------------- | ---------------- | - | - | - | ---- |
| 1930 | Uruguay        | Non partecipante | - | - | - | -    |
| 1934 | Italia         | Secondo posto    | 3 | 0 | 1 | 9:6  |
| 1938 | Francia        | Quarti di finale | 1 | 1 | 1 | 5:3  |
| 1950 | Brasile        | Non partecipante | - | - | - | -    |
| 1954 | Svizzera       | Primo turno      | 0 | 0 | 2 | 0:7  |
| 1958 | Svezia         | Primo turno      | 1 | 1 | 2 | 9:6  |
| 1962 | Cile           | Secondo posto    | 3 | 1 | 2 | 7:7  |
| 1966 | Inghilterra    | Non qualificata  | - | - | - | -    |
| 1970 | Messico        | Primo turno      | 0 | 0 | 3 | 2:7  |
| 1974 | Germania Ovest | Non qualificata  | - | - | - | -    |
| 1978 | Argentina      | Non qualificata  | - | - | - | -    |
| 1982 | Spagna         | Primo turno      | 0 | 2 | 1 | 2:4  |
| 1986 | Messico        | Non qualificata  | - | - | - | -    |
| 1990 | Italia         | Quarti di finale | 3 | 0 | 2 | 10:5 |
| 1994 | Stati Uniti    | Non qualificata  | - | - | - | -    |

### Europei
| Anno | Luogo          | Piazzamento     | V | N | P | Gol |
| ---- | -------------- | --------------- | - | - | - | --- |
| 1960 | Francia        | Terzo posto     | 1 | 0 | 1 | 2:3 |
| 1964 | Spagna         | Non qualificata | - | - | - | -   |
| 1968 | Italia         | Non qualificata | - | - | - | -   |
| 1972 | Belgio         | Non qualificata | - | - | - | -   |
| 1976 | Jugoslavia     | Campione        | 1 | 1 | 0 | 5:3 |
| 1980 | Italia         | Terzo posto     | 1 | 2 | 1 | 5:4 |
| 1984 | Francia        | Non qualificata | - | - | - | -   |
| 1988 | Germania Ovest | Non qualificata | - | - | - | -   |
| 1992 | Svezia         | Non qualificata | - | - | - | -   |

### Olimpiadi
| Anno | Luogo     | Piazzamento      | V | N | P | Gol |
| ---- | --------- | ---------------- | - | - | - | --- |
| 1920 | Anversa   | Squalificata     | - | - | - | -   |
| 1924 | Parigi    | Ottavi di finale | 1 | 1 | 1 | 6:4 |
| 1928 | Amsterdam | Non partecipante | - | - | - | -   |
| 1936 | Berlino   | Non partecipante | - | - | - | -   |
| 1948 | Londra    | Non partecipante | - | - | - | -   |

### Coppa Internazionale
| Anni      | Piazzamento   | V | N | P | Gol   |
| --------- | ------------- | - | - | - | ----- |
| 1927–1930 | Terzo posto   | 4 | 2 | 2 | 17:10 |
| 1931–1932 | Quarto posto  | 2 | 3 | 3 | 18:19 |
| 1933–1935 | Quarto posto  | 2 | 4 | 2 | 11:11 |
| 1936–1938 | Non terminata | 3 | 1 | 3 | 16:20 |
| 1948–1953 | Secondo posto | 4 | 1 | 3 | 18:12 |
| 1955–1960 | Campione      | 7 | 2 | 1 | 24:14 |

## Tutte le rose

### Mondiali
Coppa del Mondo FIFA 1934P Patzel, P Plánička, D Burgr, D Čtyřoký, D Daučík, D Šimperský, D Ženíšek, C Bouček, C Čambal, C Kopecký, C Košťálek, C Krčil, C Srbek, C Šterc, C Vodička, A Junek, A Kalocsay, A Nejedlý, A Puč, A Silný, A Sobotka, A Svoboda, CT: Petrů
Coppa del Mondo FIFA 1938P Burkert, P Plánička, D Burgr, D Černý, D Daučík, D Orth, C Bouček, C Kolský, C Kopecký, C Košťálek, C Nožíř, A Bradáč, A Horák, A Kreuz, A Ludl, A Nejedlý, A Puč, A Říha, A Rulc, A Senecký, A Šimůnek, A Zeman, CT: Meissner
Coppa del Mondo FIFA 19541 Reimann, 2 Šafránek, 3 Pluskal, 4 Novák, 5 Trnka, 6 Benedikovič, 7 Hlaváček, 8 Hemele, 9 Malatinský, 10 Pažický, 11 Pešek, 12 Krásnohorský, 13 Hledík, 14 Hertl, 15 Kačáni, 16 Procházka, 17 Kraus, 18 Majer, 19 Košnar, 20 Gajdoš, 21 Stacho, 22 Schrojf, CT: Borhy
Coppa del Mondo FIFA 19581 Stacho, 2 Mráz, 3 Čadek, 4 Novák, 5 Masopust, 6 Pluskal, 7 Gajdoš, 8 Dvořák, 9 Molnár, 10 Borovička, 11 Kraus, 12 Zikán, 13 Hovorka, 14 Feureisl, 15 Hertl, 16 Popluhár, 17 Buberník, 18 Scherer, 19 Dolejší, 20 Moravčík, 21 Šafránek, 22 Schrojf, CT: Kolský
Coppa del Mondo FIFA 19621 Schrojf, 2 Lála, 3 Popluhár, 4 Novák, 5 Pluskal, 6 Masopust, 7 Štibrányi, 8 Scherer, 9 Molnár, 10 Adamec, 11 Jelínek, 12 Tichý, 13 Schmucker, 14 Mašek, 15 Koiš, 16 Buberník, 17 Pospíchal, 18 Kadraba, 19 Kvašnák, 20 Borovička, 21 Bomba, 22 Kouba, CT: Vytlačil
Coppa del Mondo FIFA 19701 Viktor, 2 Dobiaš, 3 Migas, 4 Hagara, 5 Horváth, 6 Kvašňák, 7 B. Veselý, 8 Petráš, 9 Kuna, 10 Adamec, 11 Jokl, 12 Pivarník, 13 Flešár, 14 Hrivnák, 15 Zlocha, 16 Hrdlička, 17 Pollák, 18 F. Veselý, 19 Jurkanin, 20 Albrecht, 21 Čapkovič, 22 Vencel, CT: Marko
Coppa del Mondo FIFA 19821 Seman, 2 Jakubec, 3 Fiala, 4 Jurkemik, 5 Barmoš, 6 Vojáček, 7 Kozák, 8 Panenka, 9 Vízek, 10 Kříž, 11 Nehoda, 12 Bičovský, 13 Berger, 14 Radimec, 15 Kukučka, 16 Chaloupka, 17 Štambachr, 18 Janečka, 19 Masný, 20 Petržela, 21 Hruška, 22 Stromšik, CT: Vengloš
Coppa del Mondo FIFA 19901 Stejskal, 2 Bielik, 3 Kadlec, 4 Hašek, 5 Kocian, 6 Straka, 7 Bílek, 8 Chovanec, 9 Kubík, 10 Skuhravý, 11 Moravčík, 12 Fieber, 13 Němec, 14 Weiss, 15 Kinier, 16 Hýravý, 17 Knoflíček, 18 Luhový, 19 Griga, 20 Němeček, 21 Mikloško, 22 Palúch, CT: Vengloš

### Europei
Campionato d'Europa UEFA 1960P Javorek, P Schrojf, D Novák, D Popluhár, D Šafránek, D Tichý, C Buberník, C Masopust, C Moravčík, C Pluskal, C Vacenovský, A Bubník, A Dolinský, A Kvašňák, A Molnár, A Pavlovič, A Vojta, CT: Vytlačil
Campionato d'Europa UEFA 19761 Viktor, 2 Dobiaš, 3 Čapkovič, 4 Ondruš, 5 Pivarník, 6 Jurkemik, 7 Panenka, 8 Móder, 9 Pollák, 10 Masný, 11 Nehoda, 12 Gögh, 13 Barmoš, 14 Biroš, 15 Herda, 16 Veselý, 17 Švehlík, 18 Galis, 19 Petráš, 20 Štambachr, 21 Bičovský, 22 Vencel, CT: Ježek
Campionato d'Europa UEFA 19801 Netolička, 2 Barmoš, 3 Jurkemik, 4 Ondruš, 5 Gögh, 6 Štambachr, 7 Kozák, 8 Panenka, 9 Gajdůsek, 10 Masný, 11 Nehoda, 12 Vojáček, 13 Lička, 14 Fiala, 15 Vízek, 16 Rott, 17 Pollák, 18 Berger, 19 Dobiaš, 20 Němec, 21 Seman, 22 Kéketi, CT: Vengloš

### Giochi olimpici
Calcio ai Giochi Olimpici Estivi 1920P Klapka, P Peyr, D Hojer, D Pospíšil, D Steiner, C Kolenatý, C Kuchař, C Perner, C Pešek, C Seifert, C Šubrt, A Hromadník, A Janda, A Mazal, A Pilát, A Plaček, A Sedláček, A Vaník, CT: Madden
Calcio ai Giochi Olimpici Estivi 1924P Hochmann, P J. Sloup, D A. Hojer, D F. Hojer, D Kuchynka, D Seifert, C Červený, C Kolenatý, C Krombholz, C Mahrer, C Pešek, C Pleticha, A Čapek, A Kratochvíl, A Jelínek, A Ja. Novák, A Jo. Novák, A O. Novák, A Řehák, A Sedláček, A R. Sloup, A Vlček, CT: Bezecný
NOTA: per le informazioni sulle rose successive al 1948 visionare la pagina della Nazionale olimpica.

### Coppa Internazionale
Coppa Internazionale 1927-1930P Bělík, P Plánička, P Sloup, D Burgr, D Čipera, D Hojer, D Kolenatý, D Perner, D Seifert, D Ženíšek, C Carvan, C Hajný, C Knobloch, C Pešek, C Pleticha, A Bejbl, A Brabec, A Dvořáček, A Junek, A Kratochvíl, A Matěj, A Meduna, A Novák, A Podrazil, A Puč, A Silný, A Srba, A Svoboda, CT: Henčl
Coppa Internazionale 1931-1932P Hochmann, P Plánička, D Burgr, D Čtyřoký, D Kučera, D Novák, D Perner, D Ženíšek, C Čambal, C Knobloch, C Košťálek, C Krčil, C Moudrý, C Pešek, C Šimperský, C Srbek, C Tyrpekl, C Vodička, A Bejbl, A Bradáč, A Hejma, A Hruška, A Junek, A Kanhäuser, A Kopecký, A Kreuz, A Nejedlý, A Podrazil, A Puč, A Silný, A Sokolář, A Šoltys, A Svoboda, A Zosel, CT: Fanta
Coppa Internazionale 1933-1935P Burkert, P Klenovec, P Patzel, P Plánička, D Burgr, D Čtyřoký, D Náhlovský, D Ženíšek, C Bouček, C Čambal, C Knobloch, C Košťálek, C Krčil, C Srbek, C Šterc, A Čech, A Faczinek, A Hes, A Horák, A Hromádka, A Junek, A Kalocsay, A Kopecký, A Nejedlý, A Puč, A Rulc, A Silný, A Sobotka, A Svoboda, A Zajíček, CT: Petrů — Bezecný
Coppa Internazionale 1936-1938P Plánička, P Klenovec, P Věchet, D Burgr, D Čtyřoký, D Fiala, D Šťastný, D Daučík, C Košťálek, C Bouček, C Srbek, C Bouška, C Truhlář, C Průcha, C Sedláček, C Porubský, C Mourek, C Svatoň, C Kolský, C Biró, A Faczinek, A Zajíček, A Nejedlý, A Puč, A Bradáč, A Horák, A Kloz, A Melka, A Rulc, A Kopecký, A Svoboda, A Zlataník, A Sobotka, A Říha, A Kugler, A Zeman, A Schäffer, A Luknár, CT: Bezecný — Tesař — Meissner
Coppa Internazionale 1948-1953P Havlíček, P Folta, P Morávek, P Jonák, P Stacho, P Reimann, D Vedral, D Venglár, D Trnka, D Kocourek, D Vinyei, D Vičan, D Rubáš, D Krásnohorský, D Menclík, D Benedikovič, D Šafránek, D Novák, D Já. Karel, D Kopčan, C Marko, C Pokorný, C Jo. Karel, C Kokštejn, C Malatinský, C Svoboda, C Pluskal, C Ipser, C Laskov, C Hertl, C Hledík, C Pazdera, A Senecký, A Rýgr, A Schubert, A Klimek, A Ludl, A Cejp, A Šimanský, A Preis, A Hemele, A Hlaváček, A Hanke, A Pažický, A Bican, A Tegelhoff, A Kačáni, A Crha, A Kraus, A Vlk, A Procházka, A Dobay, A Čurgaly, CT: Knobloch — Daučík — Čambal — Bokšay — Luka — Borhy
Coppa Internazionale 1955-1960P Houška, P Schrojf, P Dolejší, P Stacho, D Menclík, D Šafránek, D Koubek, D Zuzánek, D Novák, D Ječný, D Jankovič, D Mráz, D Popluhár, D Buberník, D Tichý, C Hledík, C Hejský, C Pzdera, C Hertl, C Pluskal, C Masopust, C Moravčík, C Borovička, C Bubník, C Dvořák, C Brumovský, A Procházka, A Svoboda, A Křižák, A Crha, A Pešek, A Pažický, A Přáda, A Kraus, A Feureisl, A Bíly, A Molnár, A Gajdoš, A Scherer, A Pavlovič, A Obert, A Kačáni, A Dolinský, CT: Rýgr — Vytlačil

## Palmarès
- Campionato d'Europa: 1

Jugoslavia 1976
- Coppa Internazionale: 1

1955-1960

## Record individuali
Queste sono le classifiche relative alle maggiori presenze e reti nella Cecoslovacchia:
| #  | Giocatore          | Periodo   | Pres. | Reti |
| -- | ------------------ | --------- | ----- | ---- |
| 1  | Zdeněk Nehoda      | 1971-1987 | 90    | 31   |
| 2  | Marián Masný       | 1974-1982 | 75    | 18   |
| 2  | Ladislav Novák     | 1952-1966 | 75    | 1    |
| 4  | František Plánička | 1926-1938 | 73    | 0    |
| 5  | Karol Dobiaš       | 1967-1980 | 67    | 6    |
| 6  | Josef Masopust     | 1954-1966 | 63    | 10   |
| 6  | Ivo Viktor         | 1966-1977 | 63    | 0    |
| 8  | Ján Popluhár       | 1958-1967 | 62    | 1    |
| 9  | Antonín Puč        | 1926-1938 | 60    | 34   |
| 10 | Antonín Panenka    | 1973-1982 | 59    | 17   |

| # | Giocatore         | Periodo   | Reti | Pres. | Reti/pr. |
| - | ----------------- | --------- | ---- | ----- | -------- |
| 1 | Antonín Puč       | 1926-1938 | 34   | 60    | 0,57     |
| 2 | Zdeněk Nehoda     | 1971-1987 | 31   | 90    | 0,34     |
| 3 | Oldřich Nejedlý   | 1931-1938 | 28   | 43    | 0,65     |
| 3 | Josef Silný       | 1925-1934 | 28   | 50    | 0,56     |
| 5 | Adolf Scherer     | 1958-1964 | 22   | 36    | 0,61     |
| 5 | František Svoboda | 1927-1937 | 22   | 43    | 0,51     |
| 7 | Marián Masný      | 1974-1982 | 18   | 75    | 0,24     |
| 8 | Antonín Panenka   | 1973-1982 | 17   | 59    | 0,29     |
| 9 | Jozef Adamec      | 1960-1971 | 14   | 44    | 0,32     |
| 9 | Tomáš Skuhravý    | 1985-1993 | 14   | 43    | 0,33     |